# Jiluwi bin Abdulaziz
Prinz Jiluwi bin Abdulaziz bin Musaid bin Jiluwi Al Saud (arabisch جلوي بن عبد العزيز بن مساعد آل سعود, DMG Ǧilwī b. ʿAbd al-ʿAzīz b. Musāʿid Āl Saʿūd; * 1958) ist ein saudi-arabischer Politiker und Mitglied der Saudi-Dynastie. Seit November 2014 ist er Gouverneur der Provinz Nadschran. 

## Leben
Jiluwi wurde 1958 als Sohn des Militärkommandanten Abdulaziz bin Musaid geboren. Er stammt aus dem Jiluwi-Zweig der Saudi-Dynastie. Jiluwi bin Turki, Gründer des Zweigs und Sohn des Emirs Turki, ist sein agnatischer Urgroßvater. Er besuchte die „School of Paratroopers and Special Forces Security Center“ und hat einen Abschluss von der British Parachute Society.
Er war an der Operation Desert Storm während des Zweiten Golfkriegs beteiligt und wurde dafür ausgezeichnet. Von 2000 bis 2004 war er stellvertretender Gouverneur der Provinz Tabuk. Von 2004 bis 2014 war er stellvertretender Gouverneur der Provinz asch-Scharqiyya. Im November 2014 wurde er zum Gouverneur der Provinz Nadschran ernannt und hält dieses Amt seitdem. Er ist der einzige Gouverneur einer saudischen Provinz, der kein Enkel oder Urenkel Ibn Sauds ist.

## Tötung von Flüchtlingen an Grenzübergängen
Laut einem Bericht von Human Rights Watch werden seit 2014 an der jemenitisch-saudischen Grenze, die zum Großteil durch die Provinz Nadschran verläuft, Flüchtlinge getötet. 2023 sind mindestens mehrere hundert äthiopische Flüchtlinge nahe der Grenze getötet worden. Die zum Großteil aus Frauen und Kindern bestehenden Gruppen werden unter anderem mit Explosionswaffen beschossen. Zeugenaussagen nach werden die Flüchtlinge mit Steinen und Metallstangen geschlagen. Männer würden dazu gezwungen werden, Mädchen zu vergewaltigen und exekutiert werden, wenn sie dies verweigern.

## Familie
Jiluwi ist Vater von sechs Söhnen und vier Töchtern. Sein Sohn Fahd ist Vizepräsident des Saudischen Olympischen Komitees.
Seine Tante al-Jawhara bint Musaid war mit König Abdulaziz verheiratet, der verstorbene König Khalid war sein Cousin.